# Día de Jerusalén

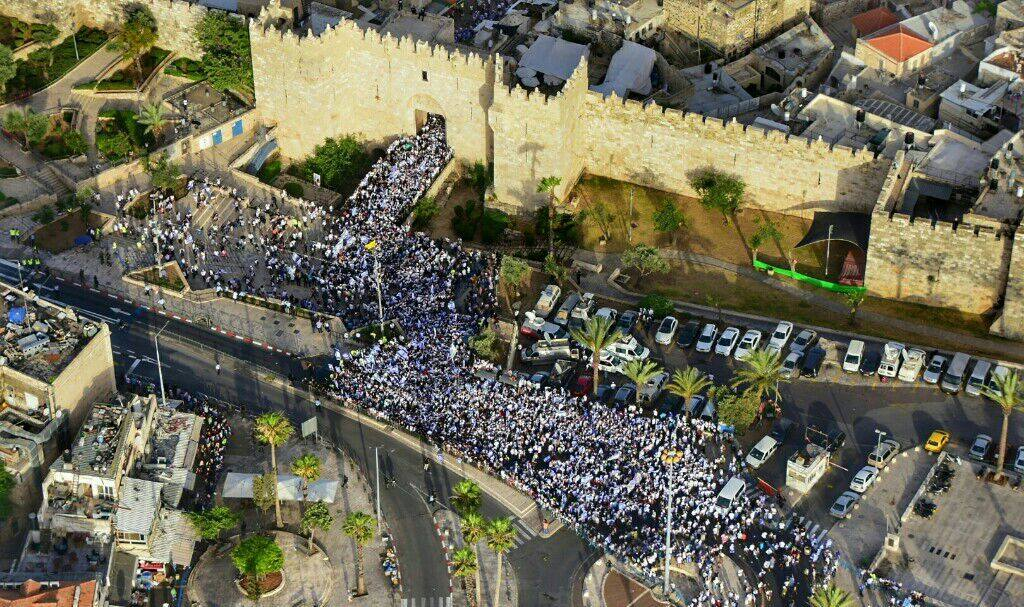
Danza de la bandera en la entrada de la Puerta de Damasco en honor al Día de Jerusalén, 2015.

El Día de Jerusalén (en hebreo: יום ירושלים; Yom Yerushalayim), es un feriado nacional israelí que conmemora la «reunificación» de Jerusalén Este (incluida la Ciudad Vieja) con Jerusalén Oeste tras la Guerra de los Seis Días de 1967, en la que Israel ocupó Jerusalén Este y Cisjordania, anexionándose así la primera. 
La fecha es celebrada anualmente en todo Israel el día 28 de Iyar del calendario hebreo y está marcado por ceremonias oficiales de estado, servicios religiosos en memoria de los soldados que cayeron en batalla en defensa de la ciudad, desfiles militares y la recitación de oraciones especiales en las sinagogas. También hay fiestas populares, con espectáculos de música y danza. Los estudiantes de todo el país aprenden sobre la importancia de Jerusalén, y las escuelas a menudo realizan celebraciones especiales.
Una de las celebraciones durante el día festivo es un desfile de banderas llamado Danza de las Banderas. El Gran Rabinato de Israel declaró el Día de Jerusalén como una fiesta religiosa menor, ya que marca la recuperación del acceso del pueblo judío al Muro Occidental.  

## Contexto histórico

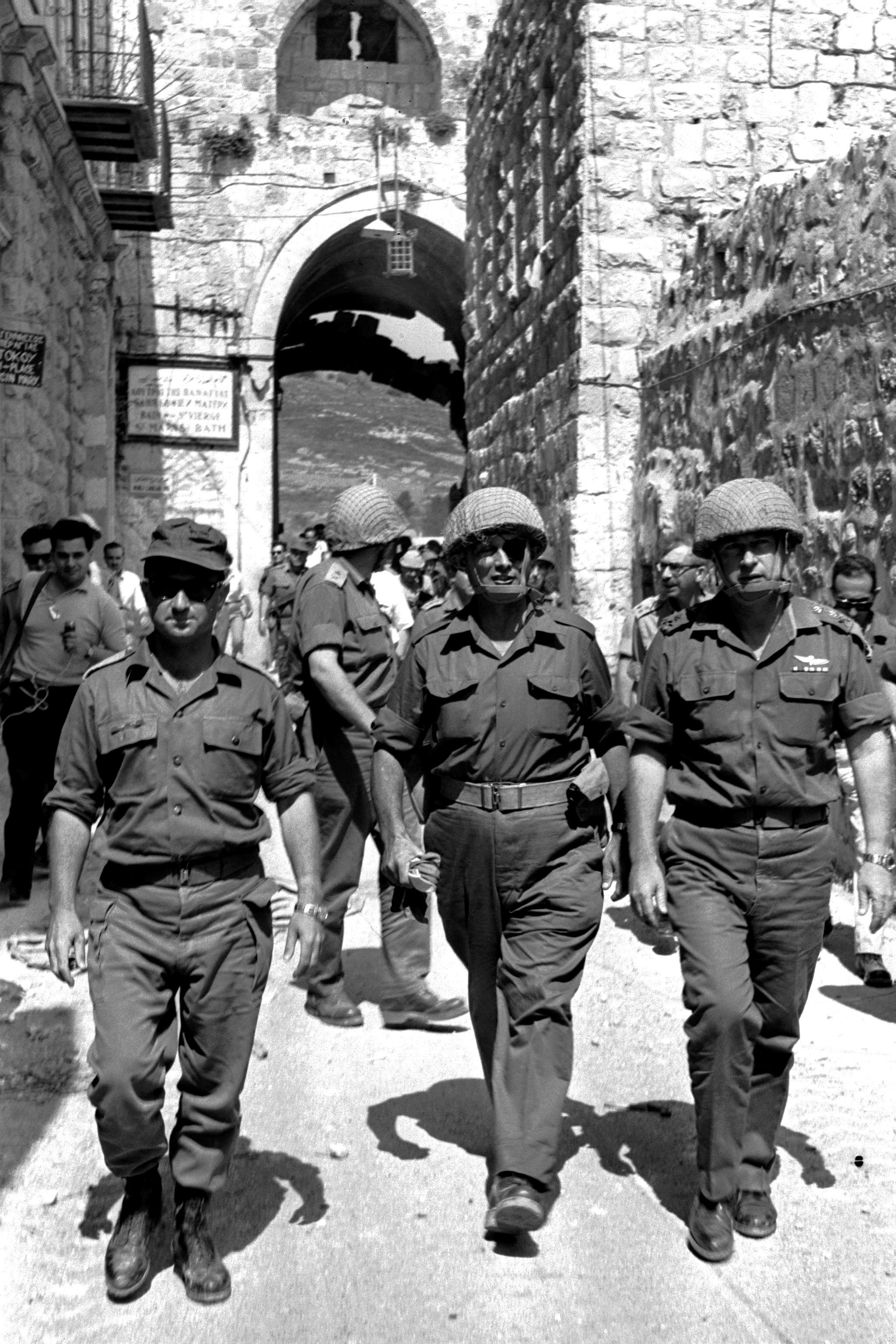
El Jefe de Estado Mayor, Teniente General Yitzhak Rabin en la entrada de la ciudad vieja de Jerusalén durante la guerra de los Seis Días, con Moshé Dayán y Uzi Narkis.

El 29 de noviembre de 1947 la Asamblea General de las Naciones Unidas aprobó la Resolución 181, la cual recomendaba un plan para resolver el conflicto entre judíos y árabes. Según el Plan de partición de Naciones Unidas de 1947, que proponía el establecimiento de dos estados: un estado judío y otro árabe, en tanto que Jerusalén iba a ser una ciudad internacional, ni exclusivamente árabe ni judía, por un período de diez años, momento en el que los residentes de Jerusalén celebrarían un referéndum para determinar a qué país unirse. El liderazgo judío aceptó el plan, incluida la internacionalización de Jerusalén, que sería administrada por el Consejo de Administración Fiduciaria, pero los árabes rechazaron la propuesta, diciendo que no se consideraban obligados por la resolución.
Una guerra civil entre las fuerzas judías y árabes en el Mandato británico se internacionalizó en la guerra árabe-israelí de 1948 el día después de que Israel declarara su independencia y los estados árabes circundantes invadieran con sus ejércitos el territorio israelí. El Reino de Jordania capturó Jerusalén Este y la Ciudad Vieja, mientras que Israel retuvo el sector occidental de la ciudad. Las fuerzas israelíes hicieron un intento concertado para desalojarlos, pero no lo lograron. Al finalizar la guerra de Independencia de Israel en 1948, Jerusalén quedó dividida entre Israel y Jordania. La Ciudad Vieja y el este de Jerusalén continuaron ocupados por Jordania, y los residentes judíos fueron expulsados, mientras que los residentes árabes del oeste de Jerusalén, huyeron y se fueron hacia el lado jordano. Bajo el dominio jordano, la mitad de las 58 sinagogas de la Ciudad Vieja fueron demolidas y el cementerio judío en el Monte de los Olivos fue saqueado, y sus lápidas se usaron como adoquines y materiales de construcción.
Este estado de cosas cambió en 1967 como resultado de la guerra de los Seis Días. Antes del comienzo de la guerra, Israel envió un mensaje al rey Hussein de Jordania, diciendo que Israel no atacaría Jerusalén o Cisjordania mientras el frente jordano permaneciera tranquilo. Impulsado por la presión egipcia y basándose en informes de inteligencia engañosos, Jordania comenzó a bombardear lugares civiles en Israel, a lo que Israel respondió el 6 de junio abriendo el frente oriental. Al día siguiente, 7 de junio de 1967 (28 Iyar 5727), Israel recuperó la Ciudad Vieja de Jerusalén.
Más tarde ese día, el Ministro de Defensa, Moshé Dayán, declaró lo que a menudo se cita durante el Día de Jerusalén:

Esta mañana, las Fuerzas de Defensa de Israel liberaron Jerusalén. Hemos unido a Jerusalén, la capital dividida de Israel. Hemos regresado al lugar más sagrado de nuestros lugares santos, para nunca más separarnos de él. A nuestros vecinos árabes les extendemos, también en esta hora, y con mayor énfasis en esta hora, nuestra mano en paz. Y a nuestros conciudadanos cristianos y musulmanes, prometemos solemnemente plena libertad y derechos religiosos. No vinimos a Jerusalén por el bien de los lugares sagrados de otros pueblos, y no para interferir con los adherentes de otras religiones, sino para salvaguardar su totalidad y vivir allí junto con otros, en unidad.

El 12 de marzo de 1968 el gobierno israelí proclamó el día 28 de Iyar como el feriado del "Día de Jerusalén". Exactamente un año antes, tuvo lugar la conquista militar sobre la ocupación árabe de Jerusalén. La anexión de Jerusalén Este por parte de Israel fue consagrada en la Ley de Jerusalén del 30 de julio de 1980. Sin embargo, la fiesta solo ha tenido su estatus nacional desde 1998, cuando el 23 de marzo de ese año el Parlamento de Israel, la Knéset, aprobó la Ley que consagraba el Yom Yerushalayim como feriado nacional israelí, un símbolo del vínculo histórico entre la ciudad y el pueblo judío. 